# ポッサーニョ
ポッサーニョ（伊: Possagno）は、イタリア共和国ヴェネト州トレヴィーゾ県にある、人口約2,200人の基礎自治体（コムーネ）。

## 地理

### 位置・広がり

#### 隣接コムーネ
隣接するコムーネは以下の通り。括弧内のBLはベッルーノ県 所属を示す。
- セッテヴィッレ（アラーノ・ディ・ピアーヴェ、BL）
- カステルクッコ
- カヴァーゾ・デル・トンバ
- ピエーヴェ・デル・グラッパ

### 気候分類・地震分類
気候分類では、zona E, 2820 GGに分類される。
また、イタリアの地震リスク階級 (it) では、zona 2 (sismicità media) に分類される。